# Campeonato Mundial de Escalada de 2014
El XIII Campeonato Mundial de Escalada se celebró en dos sedes: las competIciones de bloques en Múnich (Alemania) entre el 21 y el 23 de agosto y las de dificultad y velocidad en Gijón (España) entre el 8 y el 14 de septiembre de 2014, bajo la organización de la Federación Internacional de Escalada Deportiva (IFSC), la Federación Alemana de Deportes de Escalada y la Federación Española de Deportes de Escalada.
Las competiciones se realizaron en el Palacio de Deportes de Gijón y en el Estadio Olímpico de Múnich.

## Medallistas

### Masculino
| Evento             | Oro                                 | Plata                                  | Bronce                      |
| ------------------ | ----------------------------------- | -------------------------------------- | --------------------------- |
| Dificultad (14.09) | Adam Ondra · República Checa · 45+  | Ramón Julián Puigblanqué · España · 45 | Sachi Amma Japón 42+        |
| Velocidad (12.09)  | Danyl Boldyrev · Ucrania            | Stanislav Kokorin · Rusia              | Reza Alipour Irán           |
| Bloques (23.08)    | Adam Ondra · República Checa · 4T16 | Jernej Kruder Eslovenia 3T12           | Jan Hojer · Alemania · 3T12 |
| Combinada (14.09)  | Sean McColl · Canadá ·              | Jan Hojer · Alemania ·                 | Alban Levier Francia        |

### Femenino
| Evento             | Oro                           | Plata                          | Bronce                         |
| ------------------ | ----------------------------- | ------------------------------ | ------------------------------ |
| Dificultad (14.09) | Kim Ja-In Corea del Sur Top   | Mina Markovič Eslovenia 47+    | Magdalena Röck · Austria · 47+ |
| Velocidad (12.09)  | Alina Gaidamakina · Rusia     | Klaudia Buczek · Polonia       | Aleksandra Rudzińska · Polonia |
| Bloques (23.08)    | Juliane Wurm · Alemania · 3T8 | Alex Puccio Estados Unidos 3T9 | Akiyo Noguchi Japón 1T1        |
| Combinada (14.09)  | Charlotte Durif Francia       | Petra Klingler · Suiza ·       | Mina Markovič Eslovenia        |

## Medallero
| Núm. | País            | Oro | Plata | Bronce | Total |
| ---- | --------------- | --- | ----- | ------ | ----- |
| 1    | República Checa | 2   | 0     | 0      | 2     |
| 2    | Alemania        | 1   | 1     | 1      | 3     |
| 3    | Rusia           | 1   | 1     | 0      | 2     |
| 4    | Francia         | 1   | 0     | 1      | 2     |
| 5    | Canadá          | 1   | 0     | 0      | 1     |
| 5    | Corea del Sur   | 1   | 0     | 0      | 1     |
| 5    | Ucrania         | 1   | 0     | 0      | 1     |
| 8    | Eslovenia       | 0   | 2     | 1      | 3     |
| 9    | Polonia         | 0   | 1     | 1      | 2     |
| 10   | España          | 0   | 1     | 0      | 1     |
| 10   | Estados Unidos  | 0   | 1     | 0      | 1     |
| 10   | Suiza           | 0   | 1     | 0      | 1     |
| 13   | Japón           | 0   | 0     | 2      | 2     |
| 14   | Austria         | 0   | 0     | 1      | 1     |
| 14   | Irán            | 0   | 0     | 1      | 1     |
|      | TOTAL           | 8   | 8     | 8      | 24    |